# Scott Sowers
Scott Sowers, né le 5 novembre 1963 à Arlington, en Virginie, aux (États-Unis), et mort le 1er avril 2018 à New York, dans l'État de New York, aux (États-Unis), est un acteur américain.

## Filmographie
- 1994 : The Yearling (TV) : Boyle
- 1995 : Piège à grande vitesse (Under Siege 2: Dark Territory) : Mercenary #3
- 1995 : Money Train : Mr. Brown
- 1995 : La Dernière Marche (Dead Man Walking) : Guard #2
- 1996 : Ripe : Colonel Wyman
- 1997 : Commandements (Commandments) : Detective Malhoney
- 1998 : Un homme en enfer (Boogie Boy) : Bulldog
- 1998 : My Mother Dreams the Satan's Disciples in New York : Prospect Biker
- 1999 : Broadway, 39ème rue (Cradle Will Rock) : Reporter
- 1999 : Flic de haut vol (Blue Streak) de Les Mayfield : Prison Guard #37
- 1999 : La Saison des miracles (A Season for Miracles) (TV) : Howie
- 2000 : Erin Brockovich, seule contre tous (Erin Brockovich) : Mike Ambrosino
- 2001 : Upheaval
- 2001 : New York, unité spéciale (saison 2, épisodes 14 et 16) : lieutenant Waldman
- 2002 : Stella Shorts 1998-2002 (vidéo) : Evan's Dad / Poker Player Jimmy
- 2003 : New York, unité spéciale (saison 4, épisode 13) : détective des fraudes
- 2004 : A Thousand Words : William Hogan
- 2004 : Le Village (The Village) : Man With The Raised Eyebrows
- 2007 : New York, unité spéciale (saison 8, épisode 21) : Tim